# 周丰峻
周丰峻（1938年7月8日—），出生于山东黄县，中国防护工程专家。1961年2月毕业于清华大学。1999年当选为中国工程院院士。